# 接吻桥
接吻桥（羅馬化：Potseluev most）是俄罗斯圣彼得堡的一座桥梁，跨莫伊卡河。桥的名字刺激了众多的都市传说。在桥上可看到圣以撒大教堂全景，使之成为艺术家的绘画的热门主题。
在18世纪上半叶，市民在此位置设立了渡口，1738年修建花岗岩河堤时，兴建了人行木桥。为让船的桅杆通过，抬升了桥面。木桥涂上了不同的颜色，因而得名彩色桥。1768年桥梁改建，以适应马车交通。此时结构改为三跨桥。桥梁得名于附近酒馆的商人Potseluev。
在19世纪初，该桥不适应增长的交通流量，在1816年重建。新桥为铸铁单拱桥，花岗岩饰面，由建筑师William Heste设计。桥入口设有四个花岗岩方尖碑。 
1824年大洪水几乎完全摧毁了桥梁，此后重建。